# Christian Dabeler

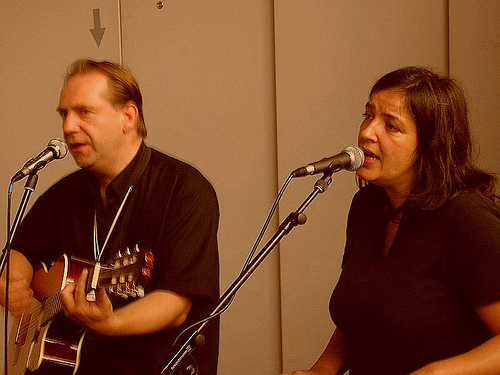
Almut Klotz und Rev. Christian Dabeler auf der Frankfurter Buchmesse 2005

Christian Dabeler (Künstlername Reverend Ch. D. auch Reverend Dabeler oder Rev. Christian Dabeler; * 1965 in Hamburg) ist ein deutscher Musiker, Autor, Darsteller und Produzent.

## Werk

### Musik
Dabeler begann Anfang der 1980er Jahre als Livemusiker an der Hammond-Orgel im Ausklang der sog. Hamburger Szene (nicht zu verwechseln mit der späteren Hamburger Schule). Im Alter von 16 Jahren spielte er mit verschiedenen Bands Pub Rock in Hamburger Clubs wie Onkel Pö, Top Ten, Fabrik und Chikago. Ende der 1980er Jahre ging er mit seinem ehemaligen Mitschüler Andreas Dorau, später mit Rocko Schamoni wiederholt auf Tournee. Mit letzterem entwickelte sich für mehrere Alben und Filme eine längere Zusammenarbeit.
In den 1990ern war er mit Robert Forster von den Go-Betweens auf Europatournee und arbeitete vielfach als Studiomusiker. Er ist u. a. auf Alben von Tony Sheridan, Bernd Begemann, Nationalgalerie, Fink und Dieter Thomas Kuhn zu hören, für den er später auch als Songschreiber tätig war. Daneben beteiligte er sich an oder produzierte Avantgarde-Projekte wie Die Stars oder Universal Gonzalez.
Von Mitte der 2000er Jahre bis 2013 bildete er zusammen mit Almut Klotz das Pop- und Chansonduo Klotz+Dabeler, dessen erstes Album Menschen an sich im November 2007 auf ZickZack Records erschien. Die Zusammenarbeit endete mit dem Tod seiner Lebensgefährtin.
Ab 1999 komponiert Dabeler auch Theater- und Filmmusik. Unter anderem vertonte er Rainald Goetz’ Stück Jeff Koons (Deutsches Theater Berlin, 2004).
Seit 2018 arbeitet er – gemeinsam mit Maurice Summen, Gereon Klug und Timur Cirak – zum einen mit der Gruppe OIL, von der 2020 das Doppelalbum Naturtrüb und ein gleichnamiger Roman erschien. Zum anderen mit der Sängerin und Performerin Kutzkelina; eine gemeinsame Single erschien 2020.

### Film
Zwischen 1990 und 1992 spielte Dabeler in den Undergroundfilmen Rollo Aller! und Rollo Aller! 2 neben Rocko Schamoni die Hauptrolle des Daddel. Regie führte Henrik Peschel. Die beiden Hauptdarsteller schrieben zusammen mit Peschel die Drehbücher und produzierten auch den Soundtrack. Die Filme gelten als schräge Hommage an Hark Bohms Klassiker Nordsee ist Mordsee. Ein dritter Teil wurde vor 1994 gedreht und ist bisher unveröffentlicht. 2008 entstand ein vierter Teil, der somit vor Teil 3 zur Aufführung kam.
Zwischen 2005 und 2010 komponierte und produzierte er, zusammen mit Helge Dube, die Songs und Musiken für die Filme und Serien von Jan Georg Schütte. 2010 spielte er in Torsten Stegmanns Film Harrys Comeback, für den er auch den Soundtrack produzierte, einen Auftragskiller.
2015 war er für den Wim Wenders Film Die Angst des Tormanns beim Elfmeter an musikalischen Teilen der Neufassung beteiligt.
Seit 2015 spielt er in der Serie Deichbullen den Kommissar Hartmut Paulsen, ist dort als Drehbuch-Co-Autor tätig und schreibt dafür Songs und Musiken.

### Theater
Seit 1999 komponierte Dabeler für verschiedene Theaterproduktionen die Musik. Er inszenierte, zusammen mit Almut Klotz, eine hörspielartige, von Felix Scheinberger illustrierte Fassung des Romans Aus dem Leben des Manuel Zorn (2005, Kammerspiele Berlin, 2006, Prater der Berliner Volksbühne). In unregelmäßigen Abständen war Dabeler zusammen mit Jacques Palminger in der Bodypainting-Performance Die Farbe als Waffe zu sehen.

## Diskografie
- Rocko Schamoni und die Explosions: Jeans und Elektronik, 1990 (Musiker)
- Rocko Schamoni und Farm Extrem: Disko, 1991 (Musiker und Autor)
- Nationalgalerie: Kein Wunder, 1992 (Musiker)
- Die Stars: Die Stars are the Stars, 1992 (Musiker und Autor)
- Bernd Begemann: Rezession Baby, 1993 (Musiker)
- Nationalgalerie: Indiana, 1993 (Musiker)
- Bernd Begemann: Solange die Rasenmäher singen, 1994 (Musiker)
- Nationalgalerie: Meskalin, 1995 (Musiker)
- Dieter Thomas Kuhn: Gold, 1996 (Musiker)
- Fink: Loch in der Welt, 1998 (Musiker)
- Dieter Thomas Kuhn: Wer Liebe sucht, 1998 (Musiker)
- Fink: Mondscheiner, 1999 (Musiker)
- Dieter Thomas Kuhn: Leidenschaft, Lust und Liebe, 1999 (Musiker)
- Universal Gonzalez: Universal Gonzalez, 2000 (Musiker und Produzent)
- Dieter Thomas Kuhn: Null Eins Kuhn, 2001 (Musiker und Autor)
- Fink: Fink, 2001 (Musiker)
- Tony Sheridan: Vagabond, 2002 (Musiker)
- Zinoba: Zinoba, 2003 (Musiker)
- Popchor Berlin: 1, 2003 (Musiker)
- Popchor Berlin: 2, 2004 (Produzent)
- TempEau: TempEau, 2005 (Musiker)
- Dieter Thomas Kuhn: Einmal um die ganze Welt, 2006 (Musiker)
- Dieter Thomas Kuhn: Musik ist Trumpf, 2007 (Musiker)
- Universal Gonzalez: Volume 2, 2007 (Musiker)
- Klotz+Dabeler: Menschen an sich, 2007 (Autor, Interpret und Produzent)
- Eule und Daddel: Muschikatzenmann, 2008 (Autor, Interpret und Ko-Produzent)
- Nils Kopruch: Caruso, 2010 (Musiker)
- Klotz+Dabeler: Höp Höp Höp / Mylord, 2010 (Autor, Interpret und Produzent)
- Almut Klotz+Reverend Dabeler: Tausendschön / Rendezvous, 2013 (Autor, Interpret, Produzent)
- Almut Klotz+Reverend Dabeler: Lass die Lady 2013 (Autor, Interpret und Produzent)
- Reverend Christian Dabeler / Helge Dube: Deichbullen, Soundtrack 2018 (Autor, Interpret und Produzent)
- Die Gruppe OIL: Naturtrüb 2020 (Autor, Interpret und Produzent)
- Reverend Dabeler+Kutzkelina: Dunkel 2020 (Autor, Interpret und Produzent)
- Klotz+Dabeler: Menschen an sich, 2022 Vinyledition (Autor, Interpret und Produzent)
- Klotz+Dabeler: HeInz / Universell, 2023 Digitalsingle (Autor, Interpret und Produzent)
- Reverend Dabeler: Frankfurter Jazzrockschule Edition Nr. 1, 2023 10´Vinyl (Autor, Interpret und Produzent)

## Bibliographie
- mit Almut Klotz: Aus dem Leben des Manuel Zorn. Roman, Ventil Verlag 2005, ISBN 3-931555-92-5.
- mit Almut Klotz: Tamara und Konsorten. Erzählungen, Ventil Verlag 2008, ISBN 978-3-931555-68-9.
- Almut Klotz: Fotzenfenderschweine. Memoiren, Verbrecher Verlag 2016, ISBN 978-3-95732-165-7. (Hrsg. zusammen mit Aaron Klotz)
- mit Die Gruppe OIL: Naturtrüb. Roman, Verbrecher Verlag 2020, ISBN 978-3-95732-424-5
- mit Almut Klotz: Tamara und Konsorten. Neuausgabe, Verbrecher Verlag 2023. ISBN 978-3-95732-424-5

## Filmografie
- Rollo Aller!, 1990, Regie: Henna Peschel (Drehbuch, Darsteller und Musik)
- Rollo Aller! 2, 1992, Regie: Henna Peschel (Drehbuch, Darsteller, Musik)
- Manuel Muerte, 1993 (Darsteller)
- Swinger Club, 2005, Regie: Jan Georg Schütte (Musik)
- Die Glücklichen, 2008, Regie: Jan Georg Schütte (Musik)
- Rollo Aller! 4, 2008, Regie: T. Stegmann/Th. Wagner (Drehbuch, Darsteller, Musik)
- Coffie to go, 2010, Radio Bremen (Musik)
- Harrys Comeback, 2010, Regie: Torsten Stegmann (Darsteller, Musik)
- Höp Höp Höp, 2010, Kurzfilm (Illustrationen und Regie – zusammen mit Franz Falsch)
- Krasser Move, 2014 Regie: Torsten Stegmann (Darsteller)
- Die Angst des Tormanns beim Elfmeter, Regie: Wim Wenders, 2015 Neufassung musikalischer Teile. U.a. zusammen mit Rod Gonzalez und Michael Beckmann
- Deichbullen, 2015 Regie/Produktion: Michael Söth (Darsteller, Co-Autor, Songs)
- Deichbullen, 2017 Regie: Michael Söth, Produktion: Studio Hamburg / Söth-Film  (Darsteller, Co-Autor, Songs)

## Theaterproduktionen
- Lost and Found, 1999, Kampnagel Hamburg, Regie: Mathias von Harz (Musik)
- Arabische Nacht, 2001, Theater Oberhausen, Regie: Annette Kuß (Musik)
- Jeff Koons, 2004, Deutsches Theater, Regie: Martin Paff (Musik)
- Aus dem Leben des Manuel Zorn, 2005, Kammerspiele DT (Autor, Musik, Regie)
- Aus dem Leben des Manuel Zorn, 2006, Prater/Volksbühne Berlin (Autor, Musik, Regie)
- Was ihr wollt, 2010, Thalia Hamburg, Regie: Jan Bosse (Musik – gemeinsam mit Jonas Landerschier und Rocko Schamoni)